# MicroVAX 78032

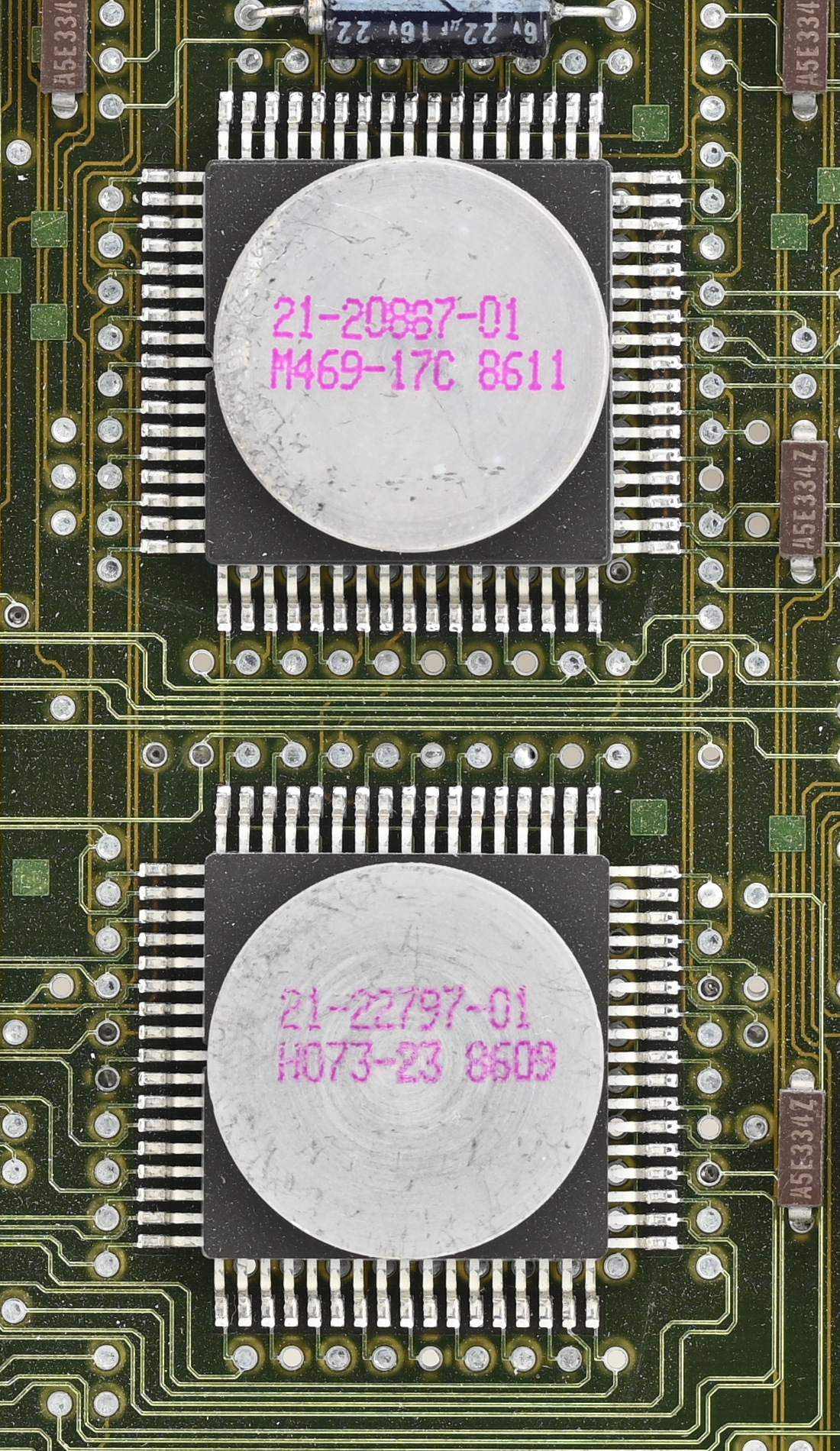
CPU 78032 (oben), FPU 78132 (unten).

Der MicroVAX 78032, auch als DC333 bezeichnet, ist ein 32-Bit-Mikroprozessor, welcher von der Digital Equipment Corporation (DEC) in den ab 1985 vorgestellten Minirechnern MicroVAX II eingesetzt wurde. Der Microprozessor wurde exklusiv nur in DEC-Minirechnern verwendet und war nicht für andere Rechnerhersteller erhältlich. Der MicroVAX 78032 war der erste Einzelchipprozessor, welcher eine Teilmenge des Befehlssatzes der Virtual Address eXtension (VAX) umfasste – davor waren bei DEC für diese Anwendung Mehrchipprozessoren üblich – und der von DEC entwickelt und produziert wurde. Er war außerdem der erste Mikrochip, welcher im Rahmen des Semiconductor Chip Protection Act (SCPA) von 1984 in den USA registriert wurde.
Der MicroVAX 78032 besteht aus 125.000 Feldeffekttransistoren die auf einem Die von einer Fläche von 8,7 × 8,6 mm (74,82 mm2) untergebracht sind. Hergestellt wurde er in einem DEC-spezifischen „ZMOS-Prozess“, einer NMOS-Variante mit einer Strukturbreite von 3 µm in NMOS-Logik. Das Die ist in einem 68-poligen SMD-Gehäuse (QFP) verpackt. Der MicroVAX 78032 kann mit dem ebenfalls von DEC hergestellten mathematischen Koprozessor (FPU)  MicroVAX 78132 (DC337) für Gleitkommaberechnungen kombiniert werden. Beide Prozessoren werden mit einer Taktfrequenz von 5 MHz betrieben.
Der Mikroprozessor wurde 1989 in der Deutschen Demokratischen Republik (DDR) unter der Bezeichnung MME U80701 mittels Reverse Engineering ohne Lizenz nachgebaut und in geringen Stückzahlen produziert, um so das MicroVAX II-System als K 1820 unter Umgehung des CoCom-Embargos in der DDR verfügbar zu machen. Nach der Wende wurden die Arbeiten daran eingestellt.